# Governor’s Trophy
Die Governor’s Trophy war eine Eishockeytrophäe der International Hockey League. Die Trophäe wurde ab der Saison 1964/65 bis zur Auflösung der Liga 2001 jährlich an den besten Abwehrspieler vergeben. Ab der Saison 1998/99 wurde die Trophäe als Larry D. Gordon Trophy vergeben.

## Gewinner der Auszeichnung
| Jahr    | Gewinner                    | Team                                 |
| ------- | --------------------------- | ------------------------------------ |
| 2000/01 | Brett Hauer                 | Manitoba Moose                       |
| 1999/00 | Brett Hauer                 | Manitoba Moose                       |
| 1998/99 | Greg Hawgood                | Houston Aeros                        |
| 1997/98 | Dan Lambert                 | Long Beach Ice Dogs                  |
| 1996/97 | Brad Werenka                | Indianapolis Ice                     |
| 1995/96 | Greg Hawgood                | Las Vegas Thunder                    |
| 1994/95 | Todd Richards               | Las Vegas Thunder                    |
| 1993/94 | Darren Veitch               | Peoria Rivermen                      |
| 1992/93 | Bill Houlder                | San Diego Gulls                      |
| 1991/92 | Jean-Marc Richard           | Fort Wayne Komets                    |
| 1990/91 | Brian McKee                 | Fort Wayne Komets                    |
| 1989/90 | Brian Glynn                 | Salt Lake Golden Eagles              |
| 1988/89 | Randy Boyd                  | Milwaukee Admirals                   |
| 1987/88 | Phil Bourque                | Muskegon Lumberjacks                 |
| 1986/87 | Jim Burton                  | Fort Wayne Komets                    |
| 1985/86 | Jim Burton                  | Fort Wayne Komets                    |
| 1984/85 | Lee Norwood                 | Peoria Rivermen                      |
| 1983/84 | Kevin Willison              | Milwaukee Admirals                   |
| 1982/83 | Kevin Willison Jim Burton   | Milwaukee Admirals Fort Wayne Komets |
| 1981/82 | Don Waddell                 | Saginaw Gears                        |
| 1980/81 | Larry Goodenough            | Saginaw Gears                        |
| 1979/80 | John Gibson                 | Saginaw Gears                        |
| 1978/79 | Guido Tenisi                | Grand Rapids Owls                    |
| 1977/78 | Michel Lachance             | Milwaukee Admirals                   |
| 1976/77 | Tom Mellor                  | Toledo Goaldiggers                   |
| 1975/76 | Murray Flegel               | Muskegon Mohawks                     |
| 1974/75 | Murray Flegel               | Muskegon Mohawks                     |
| 1973/74 | Dave Simpson                | Dayton Gems                          |
| 1972/73 | Bob McCammon                | Port Huron Wings                     |
| 1971/72 | Rick Pagnutti               | Fort Wayne Komets                    |
| 1970/71 | Bob LePage                  | Des Moines Oak Leafs                 |
| 1969/70 | John Gravel                 | Toledo Blades                        |
| 1968/69 | Maurice Benoit Alain Beaulé | Dayton Gems                          |
| 1967/68 | Carl Brewer                 | Muskegon Mohawks                     |
| 1966/67 | Larry Mavety                | Port Huron Flags                     |
| 1965/66 | Bob Lemieux                 | Muskegon Mohawks                     |
| 1964/65 | Lionel Repka                | Fort Wayne Komets                    |